# Arquian
Arquian es una comuna francesa situada en el departamento de Nièvre, en la región de Borgoña-Franco Condado.

## Demografía
| 754 | 698 | 654 | 573 | 589 | 615 | 561 |
| Para los censos de 1962 a 1999 la población legal corresponde a la población sin duplicidades (Fuente: INSEE [Consultar]) |     |     |     |     |     |     |